# Aethalopteryx elf
Aethalopteryx elf er et møl i Cossidae-familien. Den findes i Somalia.